# Margareta Raud
Gun Margareta Raud, född Lundberg 17 oktober 1930 i Göteborgs Johannebergs församling, Göteborg, död 14 juli 2015 i Uppsala domkyrkoförsamling, Uppsala
, var en svensk målare, tecknare och inredningsarkitekt. 
Raud, som var dotter till telegrafkommissarie Gunnar Lundberg och Iris Zell, avlade inredningsarkitektexamen på Finlands konstakademis skola i Helsingfors 1956 och studerade måleri på Kungliga Konsthögskolan 1967–1972. Hon var inredningsarkitekt på Stockmann i Helsingfors 1956–1959, på NK i Stockholm 1959–1965, bildterapeut på Ulleråkers sjukhus i Uppsala 1972–1981, lärare i måleri på Kursverksamhetens konstskola i Uppsala 1975–1985 och lärare i målning och teckning på Nyckelviksskolan i Lidingö från 1987. 
Raud medverkade till utveckling av bildpsykoterapiutbildning i Sverige och till bildandet av Svenska föreningen för bildterapi. Hon höll separatutställningar i bland annat Stockholm, Göteborg, Malmö, Norrköping och Uppsala samt medverkade i samlingsutställningar i bland annat i Rostock. Hon är representerad på Göteborg, Norrköpings konstmuseum, Eksjö och Uppsala museer. Hon skrev artiklar i bland annat tidskrifterna "Paletten" och "Vi Mänskor".
Hon var gift två gånger.